# 桜島大根

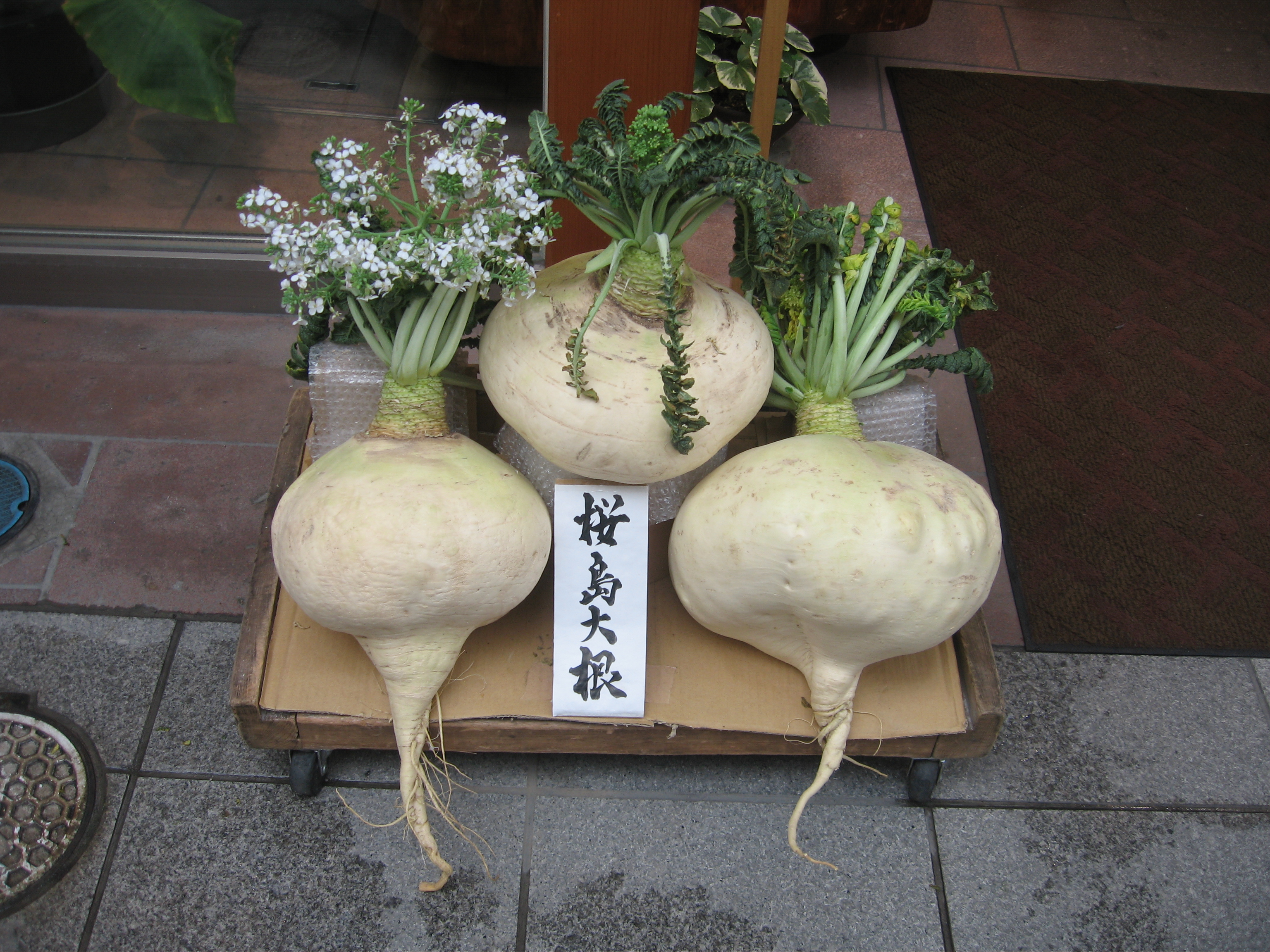
桜島大根

桜島大根（さくらじまだいこん）は、鹿児島県の伝統野菜でギネスブックに認定された、世界最大の大根である。重さは通常で約6kg前後、大きな物になると約30kg、直径にして約40 - 50cmほどにもなる。かつては桜島の特産品であったことから、この名が付けられた。地元では、島大根（しまでこん）とも呼ばれている。
早生種と晩生種の2種類があるが、栽培されているものはほとんどが晩生種である。8月下旬から9月上旬に播種し、12月から2月にかけて収穫される。大きな大根に育てるためには火山灰質の土壌を用いて多くの手間をかける必要がある。

## 味の特徴と利用法
一般的な大根よりキメが細かく繊維が少なく甘味があり、大根おろしなどの生食や風呂吹きなどの煮物に利用される場合が多い。保存食として切り干し大根や漬物にも利用され、直径の大きな千枚漬けは鹿児島県の特産品として土産物店などで販売されている。
健康に良いとされるトリゴネリンが青首大根より多く含まれることが鹿児島大学の研究で明らかになり、漬物以外の加工品開発や製薬会社などからの問い合わせが増えている。

## 歴史
品種の起源については次の3説がある。
- 愛知県で栽培されていた方領大根を起源とする説。
- 桜島に元々あった野生の大根を起源とする説。
- 霧島市付近で栽培されていた国分大根（浜之市大根）を起源とする説。

1804年（文化元年）の薩摩藩の文書に記載されており、少なくともそれ以前から栽培されていた。主産地は古くは桜島北西部であったが後に桜島北部へ移り、最盛期には約1200戸の農家で合計約200haの栽培面積があった。稲作に適さない桜島において貴重な商品作物の一つであり、鹿児島市市街地などに出荷されていた。また、毎年収穫期になると加治木町（後の姶良市）に「トイカエ市」と呼ばれる市場が立ち、稲藁などと交換する光景も見られた。
しかしながら1914年（大正3年）の大正大噴火によって大きな被害を受け、より商品価値の高いミカンへの転作が進むなどして1955年（昭和30年）の栽培面積は約30haまで減少している。さらにその頃から2001年（平成13年）にかけて頻発した桜島の噴火による降灰被害などにより桜島島内の栽培面積は約1.5haまで減少した。
現在の主産地は桜島島外の鹿児島市郊外および霧島市であるが、噴火頻度の減少とともに桜島島内の栽培面積も回復しつつある。従来は各農家が個々のこだわりをもって育ててきたが、互いの連携を深めるため2019年（令和元年）に鹿児島みらい農業協同組合で桜島大根部会が発足した。

## 世界一桜島大根コンテスト
桜島大根の重量や形状について競う「世界一桜島大根コンテスト」が定期的に開催されている。鹿児島市が主催であり、2014年（平成26年）までに14回開催されており、桜島に限らず広く出品される。2014年（平成26年）時点で重量部門の大会記録は31.25kgであり、神奈川県横須賀市から出品された桜島大根である。